# Bapaume
Bapaume é uma comuna no departamento de Pas-de-Calais, norte da França.

## Geografia
Angres é uma cidade agrícola e com poucas indústrias situada cerca de 16 km ao sul de Arras, na junção da autoestrada A1 e das rodovias N17 e N30.

## População
| 3 275                                                            | 3 575 | 3 689 | 3 524 | 3 509 | 4 331 | 4 148 |
| Contagem do censo iniciada em 1962: População sem dupla contagem |       |       |       |       |       |       |

## História

### As fortificações

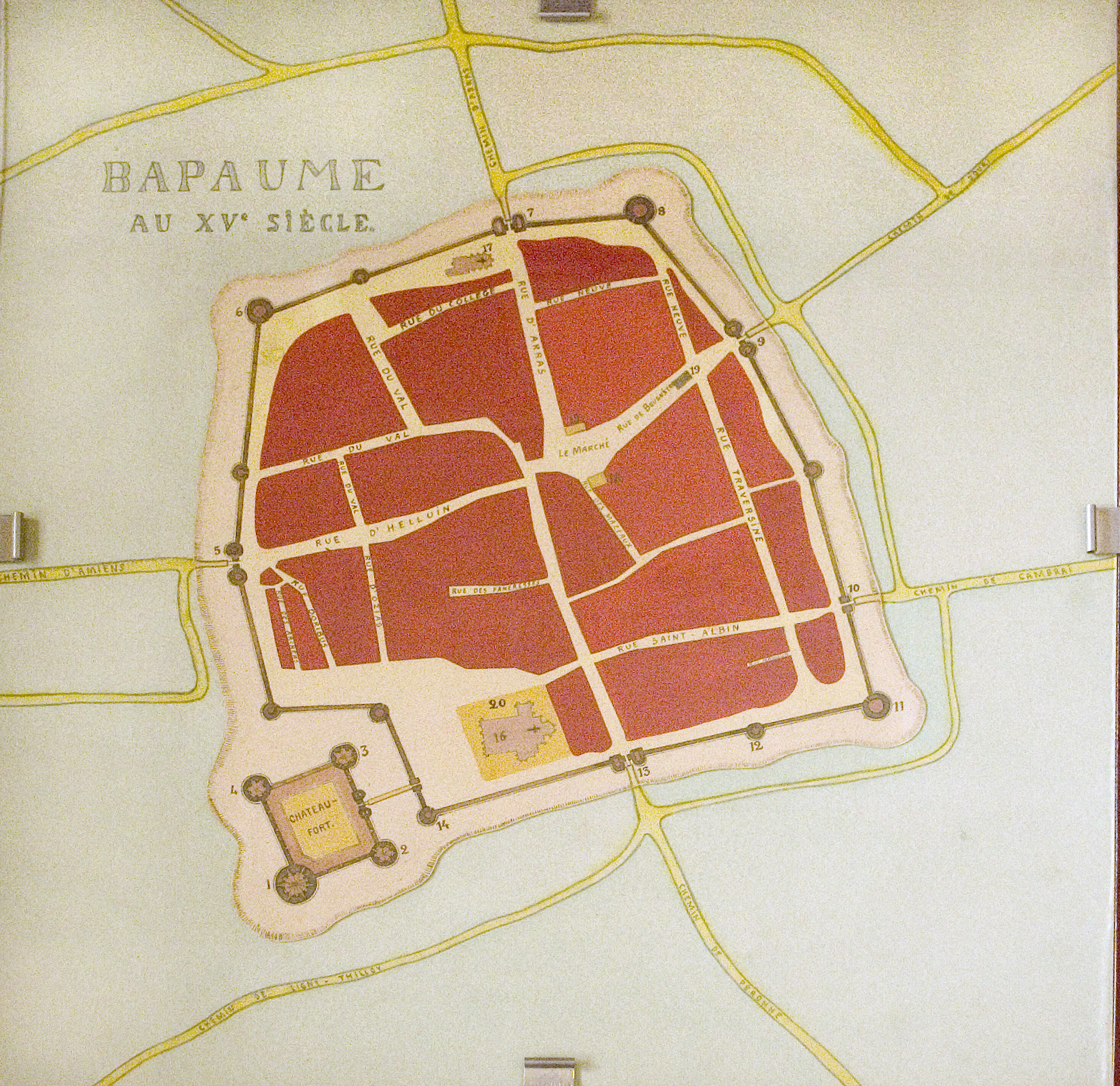
Planta da cidade, século XV.

Bapaume situa-se no cruzamento entre Artois e as planícies de Flandres, de um lado, e o vale do Somme e a bacia hidrográfica do Sena, do outro. Muitas rotas passam por Bapaume, antigas estradas entre as duas regiões e mais recentemente uma autoestrada, em 1965. A ferrovia entrou em funcionamento na cidade em 1871 e transformou-se em TGV, em 1993.
Em razão desta posição estratégica, Bapaume esteve envolvida em muitos conflitos de guerra. Para tanto, fortificações foram construídas ao longo de sua história: um acampamento romano, mais tarde, um motte feudal, depois um castelo no alto do motte feudal. Comenta-se que a rainha Matilda de Artois e Joana d'Arc estiveram na cidade.

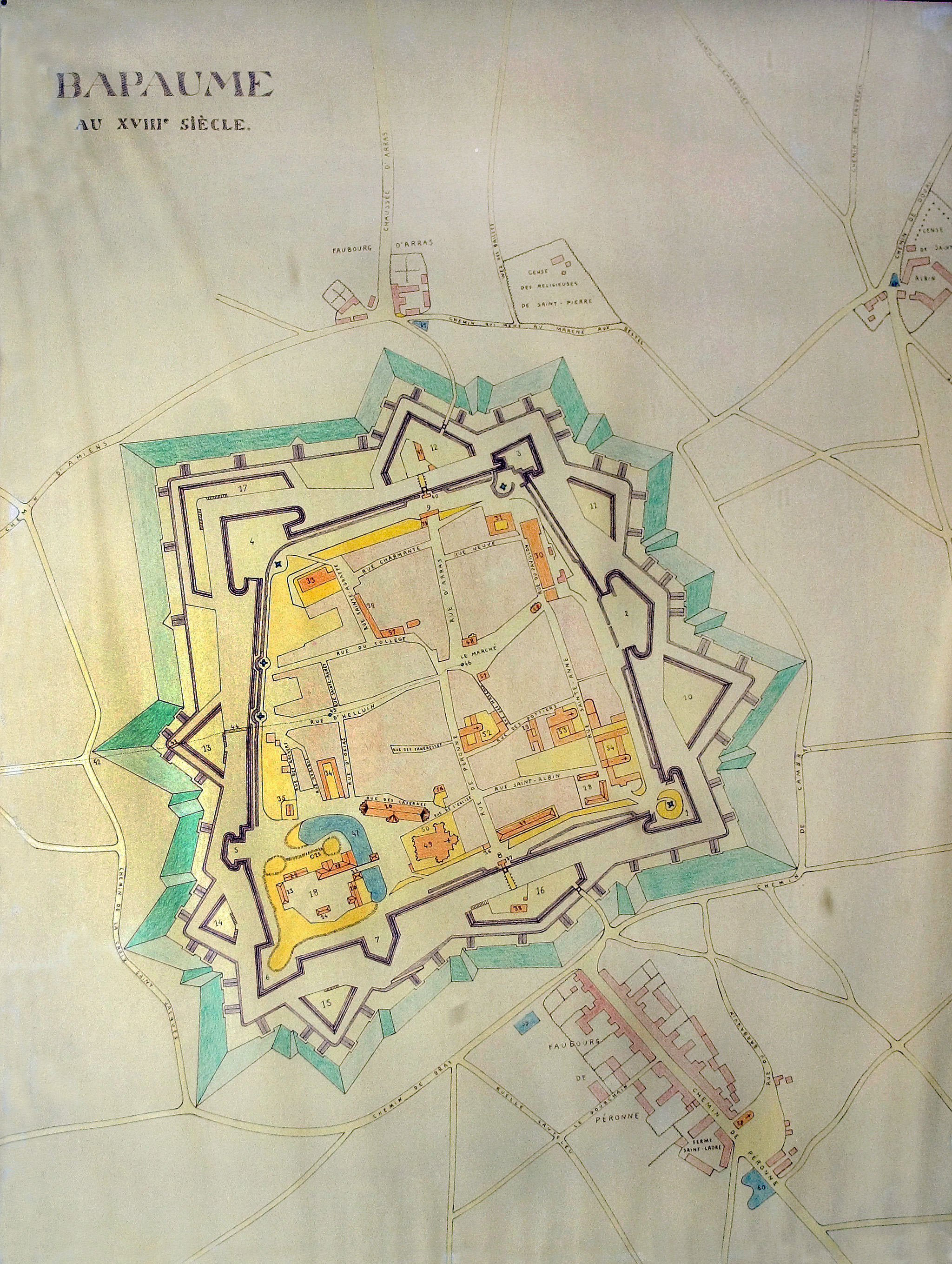
Planta da cidade, século XVIII.

Em 1335, Bapaume recebeu fortificações além dos limites dos muros do castelo. Contudo, essas fortificações não foram muito eficazes, a cidade foi tomada repetidamente. Em 1540, Carlos I de Espanha mandou construir ali um local fortificado, com paredes espessas e bastiões, incluindo um sistema de defesas composto de túneis e galerias. Essas fortificações foram posteriormente reforçadas por Vauban.

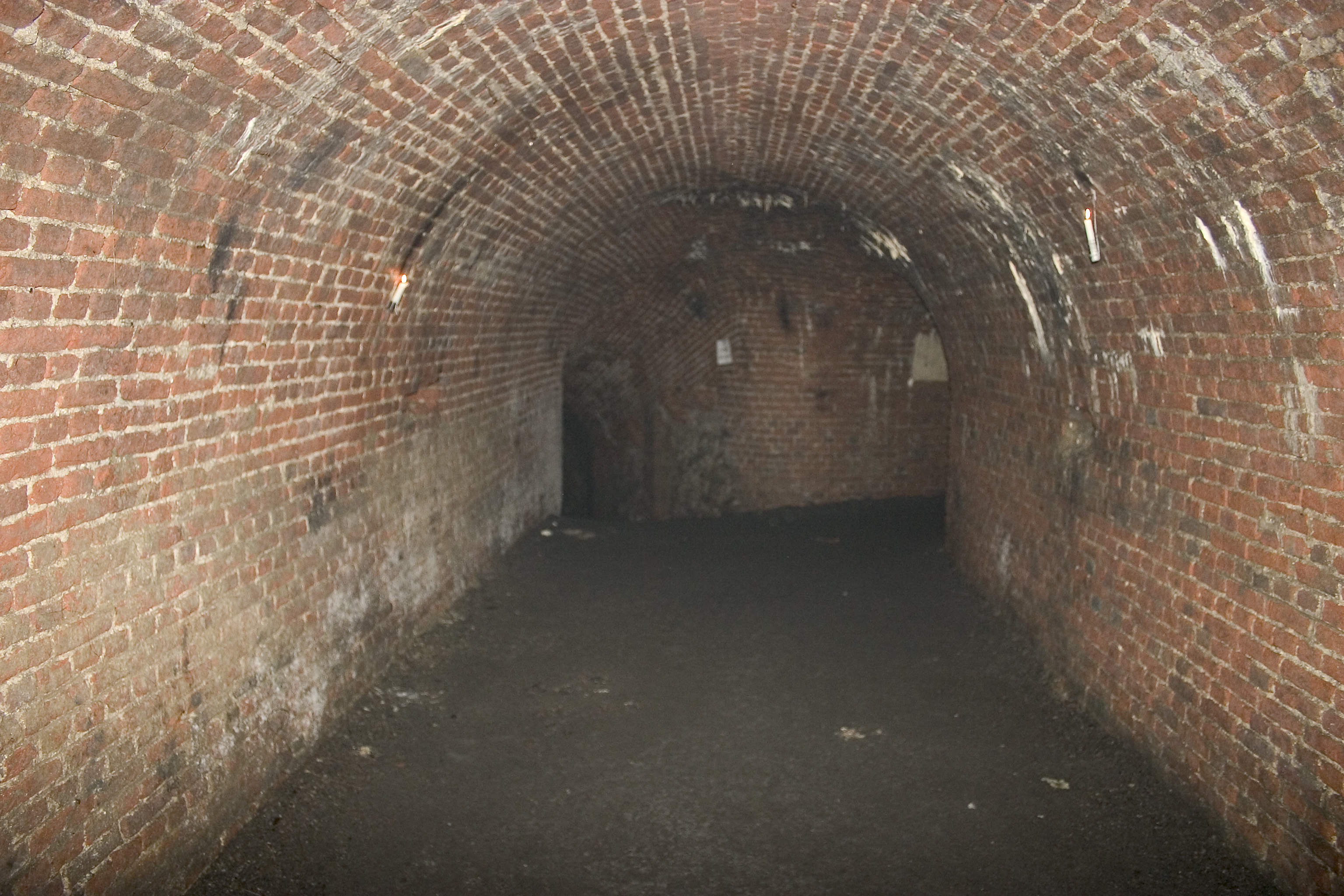
Uma galeria de mina no bastião da Rainha.

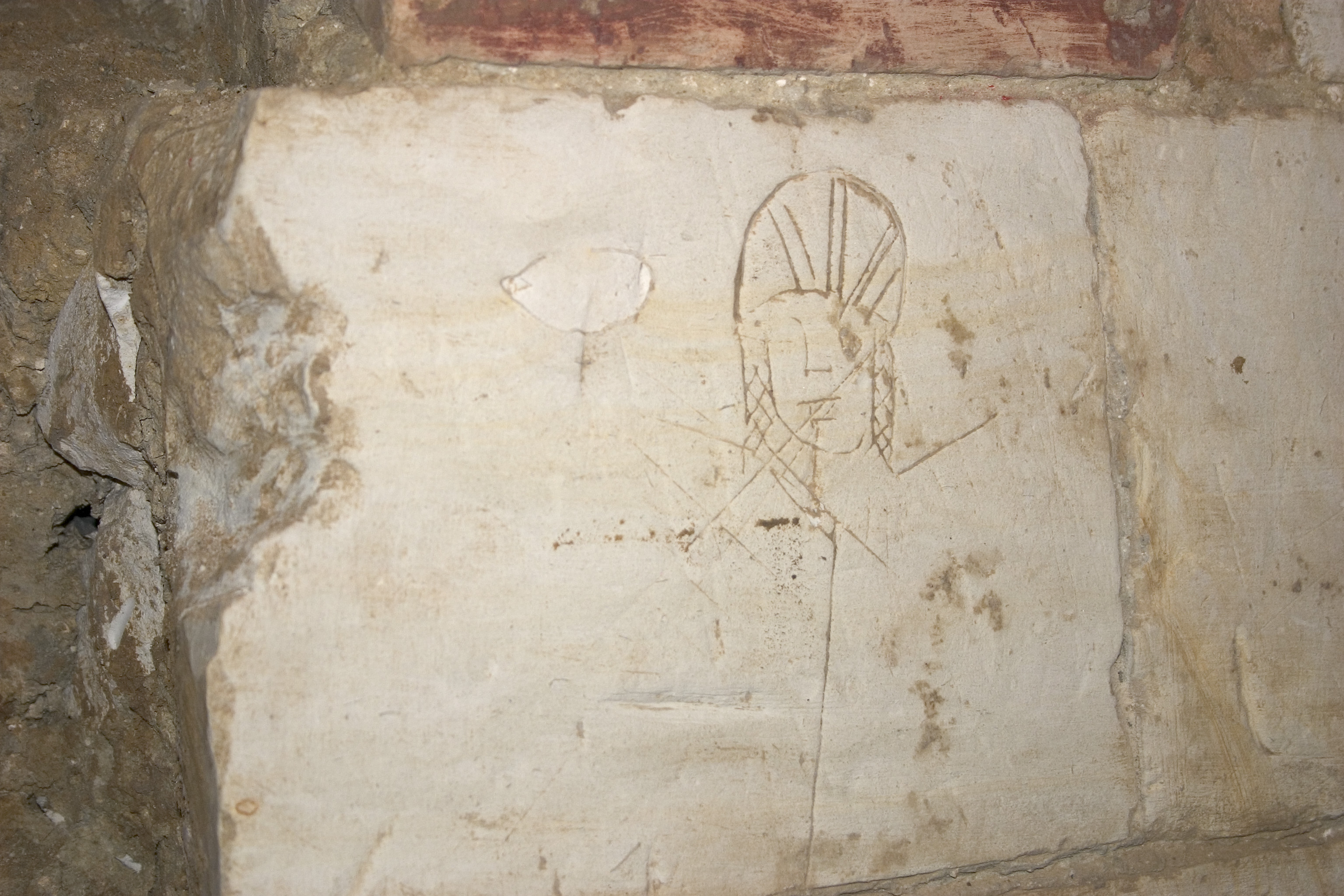
Pedra gravada no bastião do Delfim.

Já no século XIX, Bapaume não era mais considerada uma cidade fortificada. Em 1847, o desmantelamento das fortificações foi iniciado. Foram utilizadas pelo Exército como local de manobras e teste para explosivos. As paredes dos bastiões foram explodidas e os fossos preenchidos. Apenas a torre e parte do bastião do Delfim são ainda visíveis.
Foram efetuados trabalhos recentes para restaurar as galerias subterrâneas e torná-las acessíveis à fortaleza da Rainha, na parte sudeste da cidade, e ao bastião do Delfim. Estas foram utilizadas como abrigos subterrâneos durante as duas guerras mundiais.

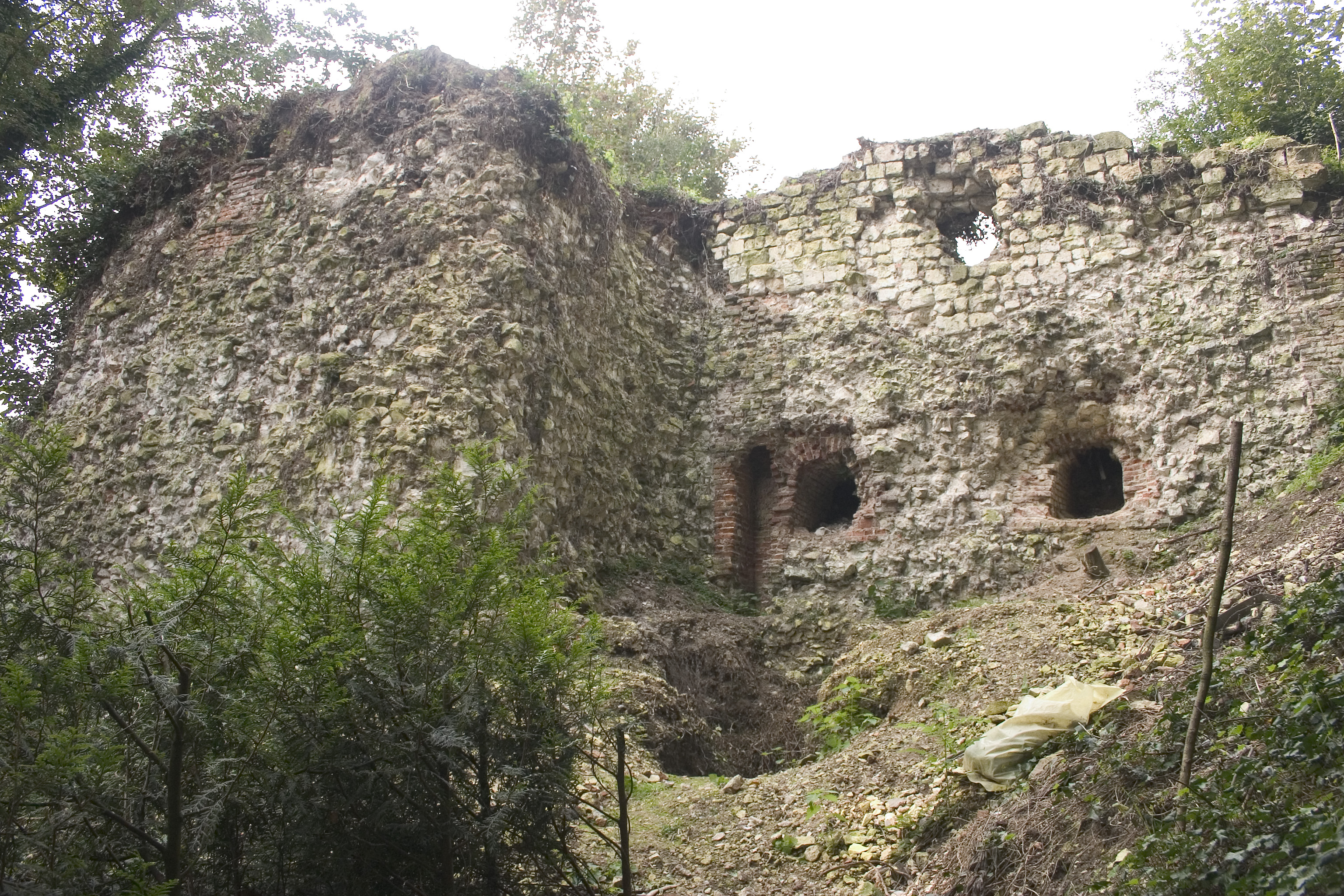
O bastião do Delfim.

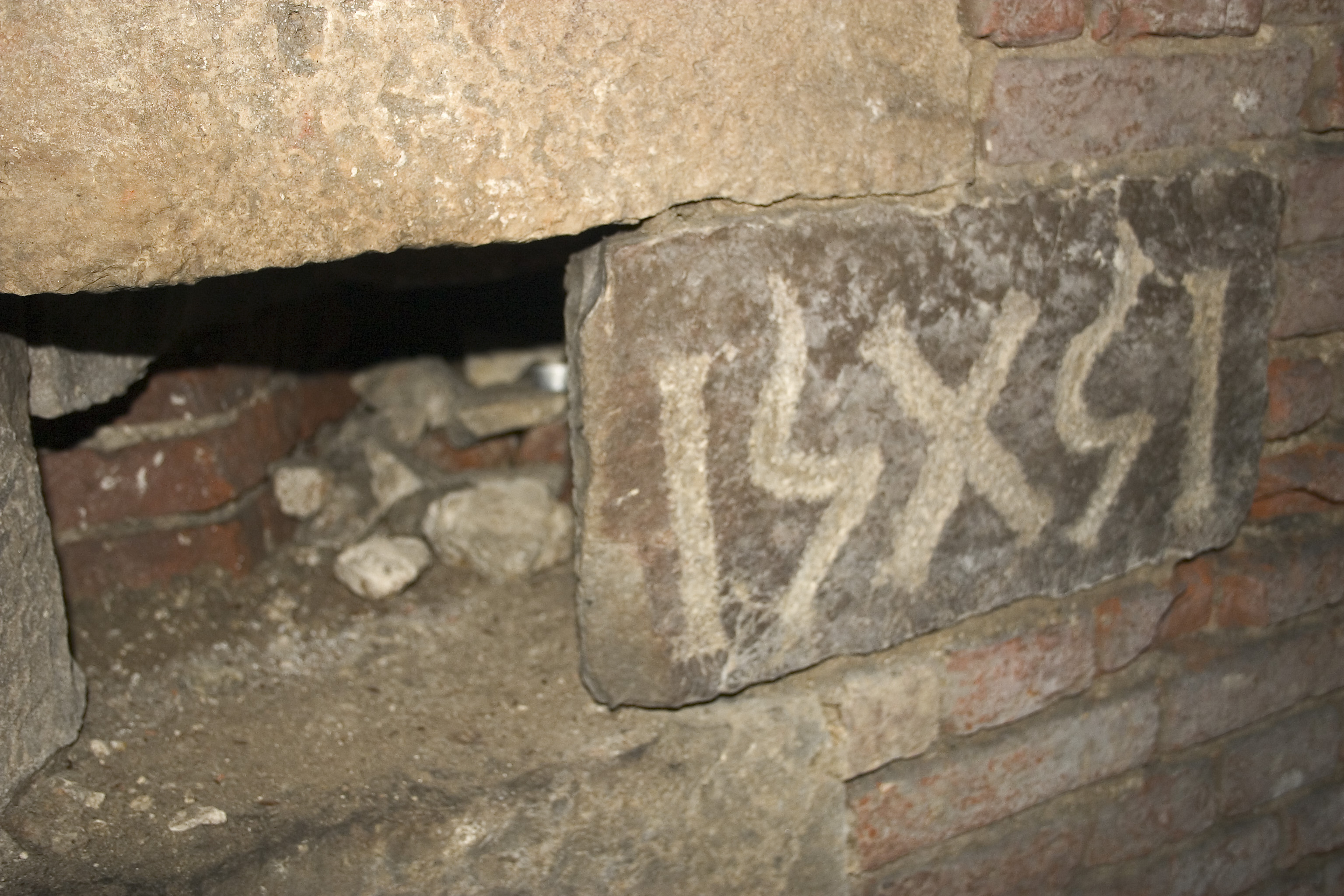
Pedra com a inscrição 1551 colocada no início de uma galeria de mina.

### Revolução francesa
Bapaume foi a capital do distrito de 1790 a 1795.

### A Batalha de Bapaume

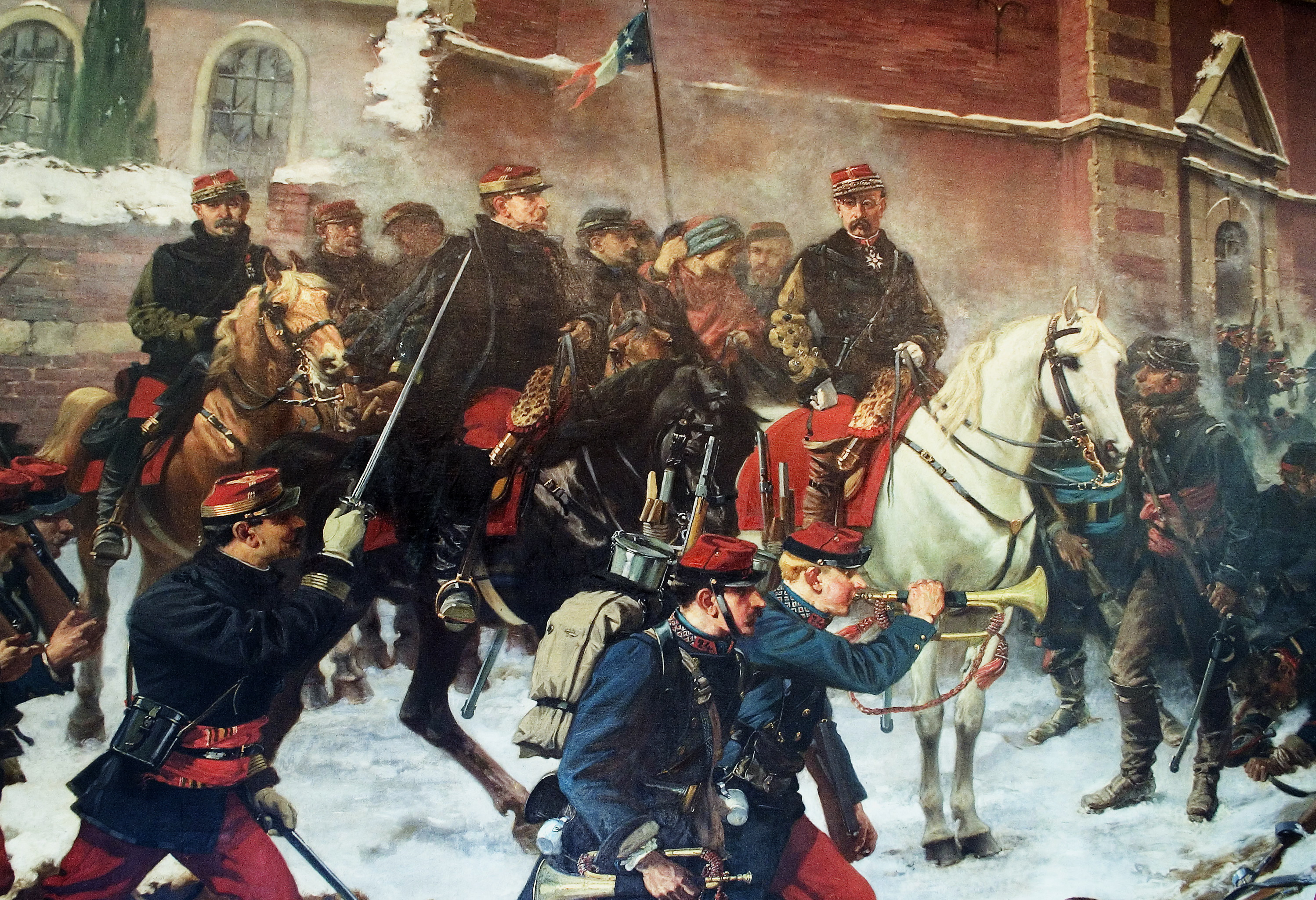
Detalhe do painel do pintor Armand-Dumaresq sobre a Batalha de Bapaume.

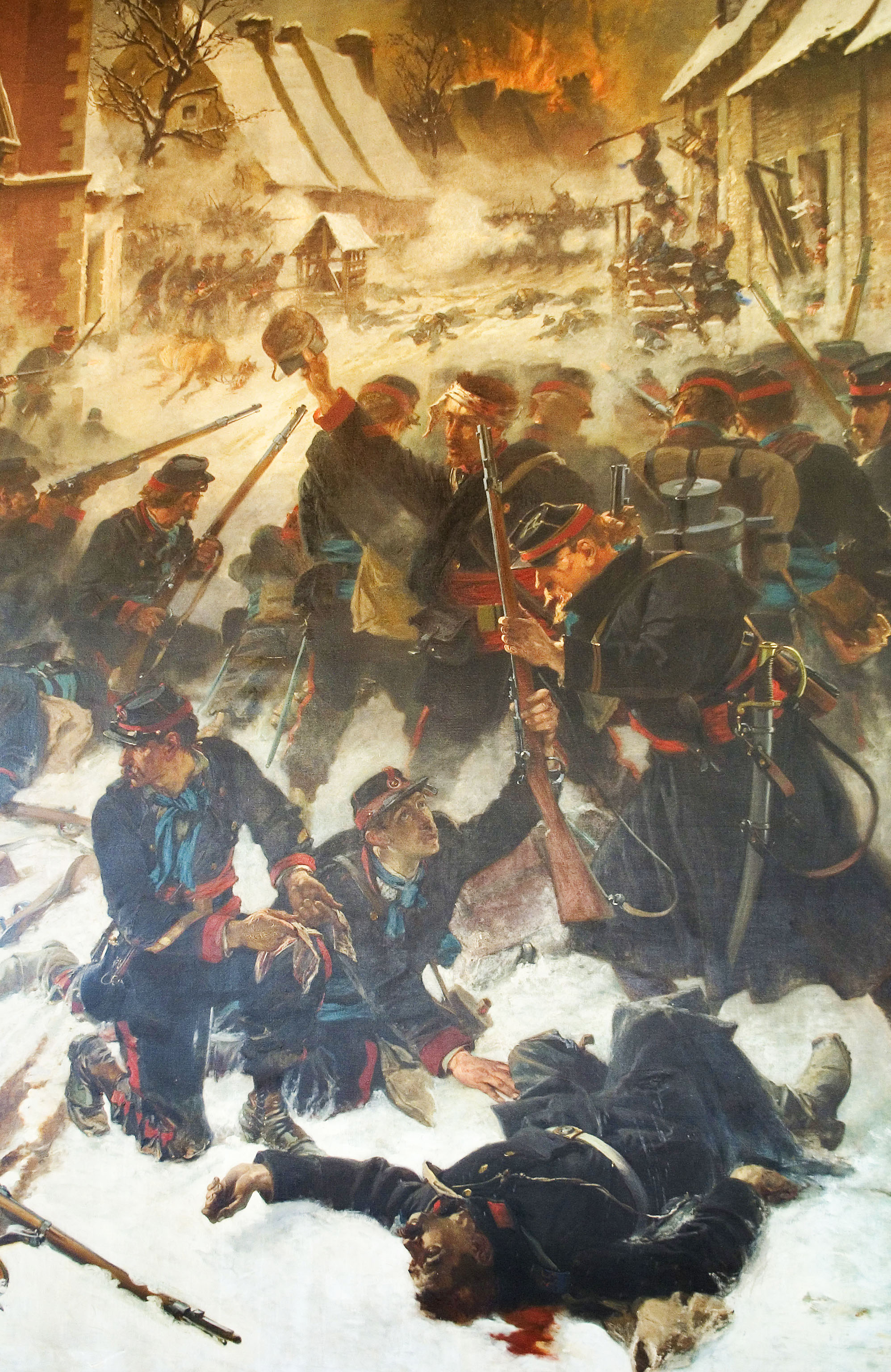
Detalhe do mesmo painel no salão da Câmara Municipal de Bapaume.

A Batalha de Bapaume ocorreu nos dias 2 e 3 de janeiro de 1871, durante a Guerra franco-prussiana nos arredores de Biefvillers-lès-Bapaume e Bapaume. O avanço prussiano foi interrompido pelo general Louis Faidherbe no comando do Armée du Nord.

### Primeira Guerra Mundial
Em 1916, Bapaume foi um dos objetivos durante a Batalha do Somme.
Em 1918, a Segunda Batalha de Bapaume, 21 de agosto - 3 de setembro, foi parte da segunda fase da Batalha de Amiens, a ofensiva britânica e da Comunidade das Nações considerada, frequentemente, como sendo o ponto de viragem da Primeira Guerra Mundial na Frente Ocidental e o início do que mais tarde ficou conhecido como a Ofensiva dos Cem Dias dos Aliados.
A eficiência do apoio de veículos blindados e o bombardeio da artilharia enfraqueceram as posições antes inexpugnáveis e ajudaram as forças aliadas a abrirem passagens através das linhas de trincheira. Em 29 de agosto, os neozelandeses, após violentos combates ocuparam Bapaume, destruindo, juntamente com a 5ª Divisão britânica, o mais forte sistema de trincheiras chamado de Le Transloy-Loupart e superaram muitos outros pontos fortes ao redor da cidade.

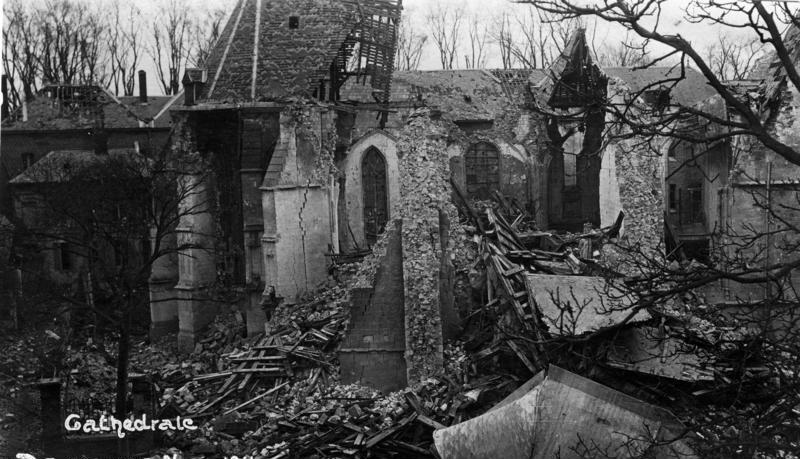
A igreja de Bapaume destruída pela artilharia pesada, em 1916
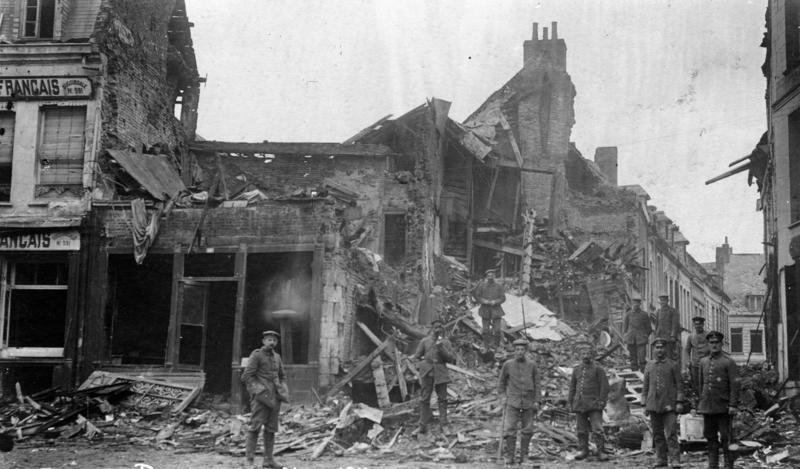
O centro da cidade, em 1916
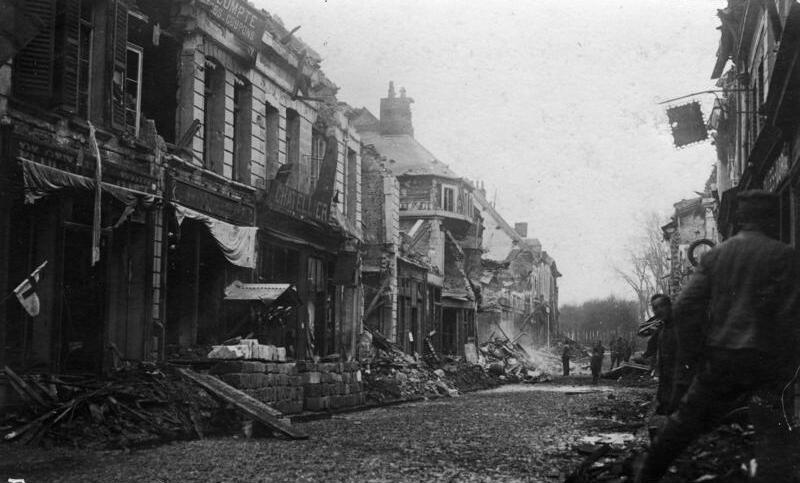
O centro da cidade, em 1916
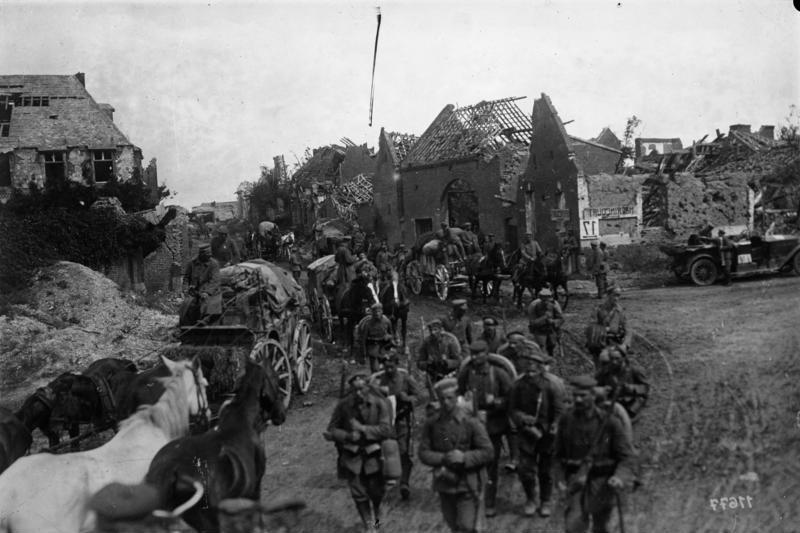
As tropas alemãs deixam Bapaume, agosto de 1918

### Segunda Guerra Mundial
Durante a Segunda Guerra Mundial, Bapaume foi uma zona de combate. O prefeito, Monsieur Guidet, um membro da Resistência Francesa, foi preso e enviado para o campo de concentração de Gross-Rosen, na Polônia, onde morreu em 27 de novembro de 1944. Em 1948, um monumento que mostra o momento da sua detenção foi criado em sua memória. A prefeitura tem uma urna contendo terra de Gross-Rosen e um quadro com a imagem do prefeito.

## Locais de interesse

### Estátua do General Faidherbe
Inaugurada em 27 de setembro de 1891 e esculpida por Louis Noël. Durante a Primeira Guerra Mundial, em 29 de setembro de 1916, a estátua foi requisitada pelos alemães, acreditando-se que ela fosse de bronze. O pedastal, marcado por estilhaços, permaneceu vazio por treze anos. Foi apenas em 1926 que a cidade decidiu pedir ao escultor Jules Déchin para recriar a imagem a partir do projeto original. O novo monumento foi inaugurado em 18 de agosto de 1929 por Paul Painlevé, então ministro da Guerra. Durante a remodelação da praça em 1997, a estátua foi deslocada a alguns metros da posição original.

### Monumento de Briquet e Taillandier

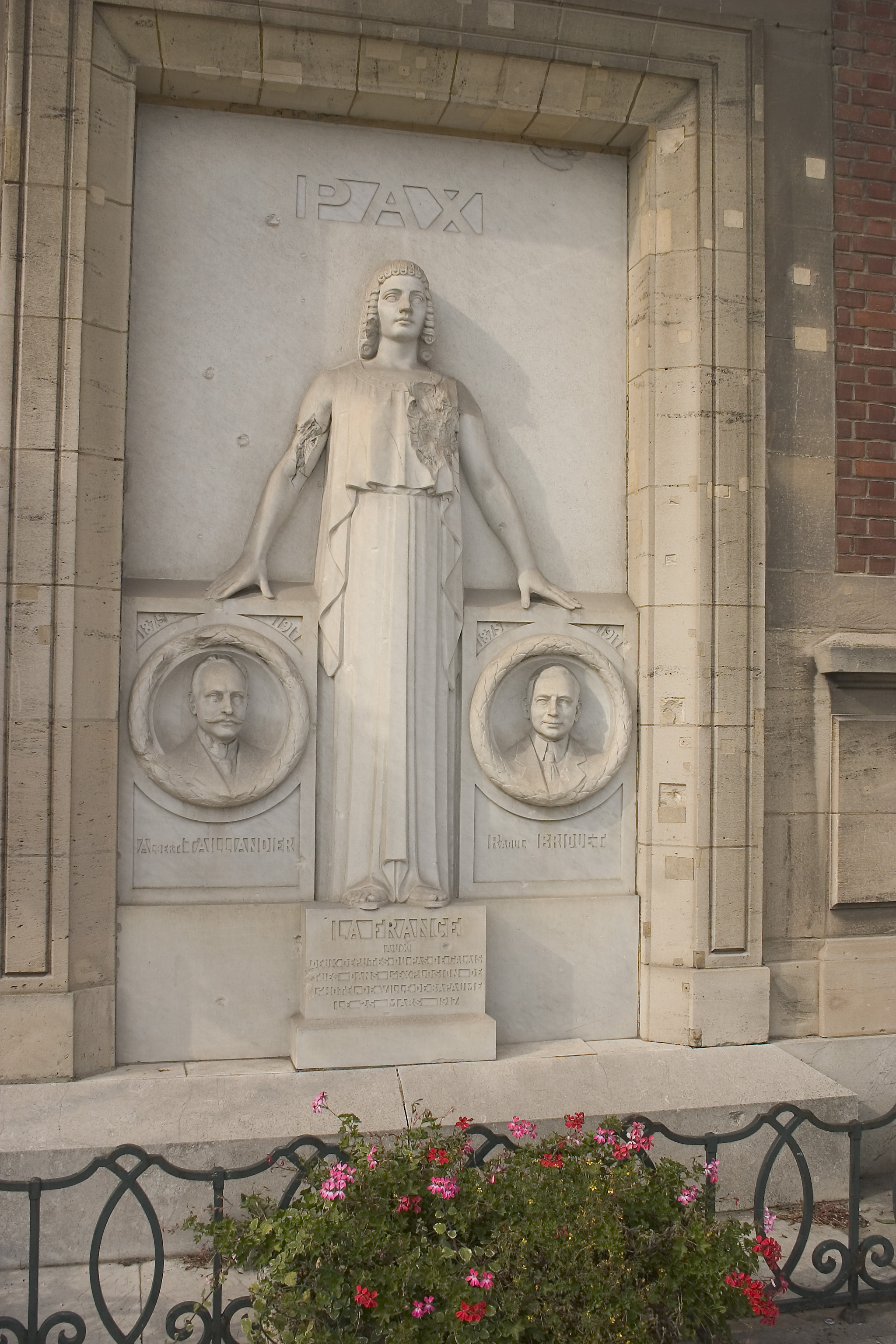
O monumento de Briquet e Taillandier.

Um monumento foi erguido em frente à prefeitura da cidade em memória de Albert Taillandier e Raoul Briquet. Ambos foram eleitos representantes de Pas-de-Calais, mas de opiniões diferentes, Albert Taillandier era conservador, Raoul era socialista. Em uma missão de inspecção para a frente de combate em nome da Assembleia Nacional Francesa. Eles queriam passar a noite no prédio, mas foram capturados e mortos por uma explosão na câmara municipal em 25 de março de 1917.

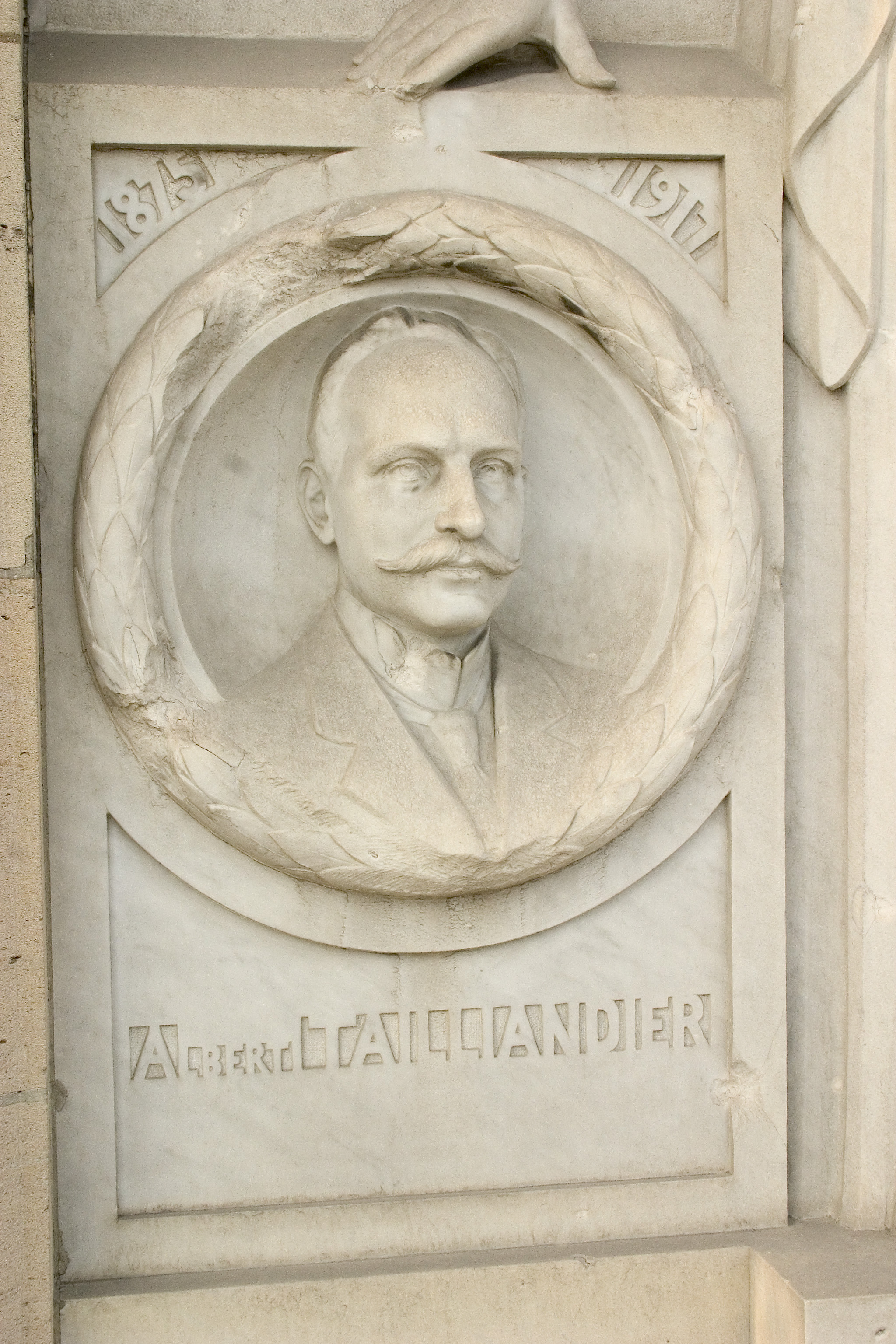
Albert Taillandier
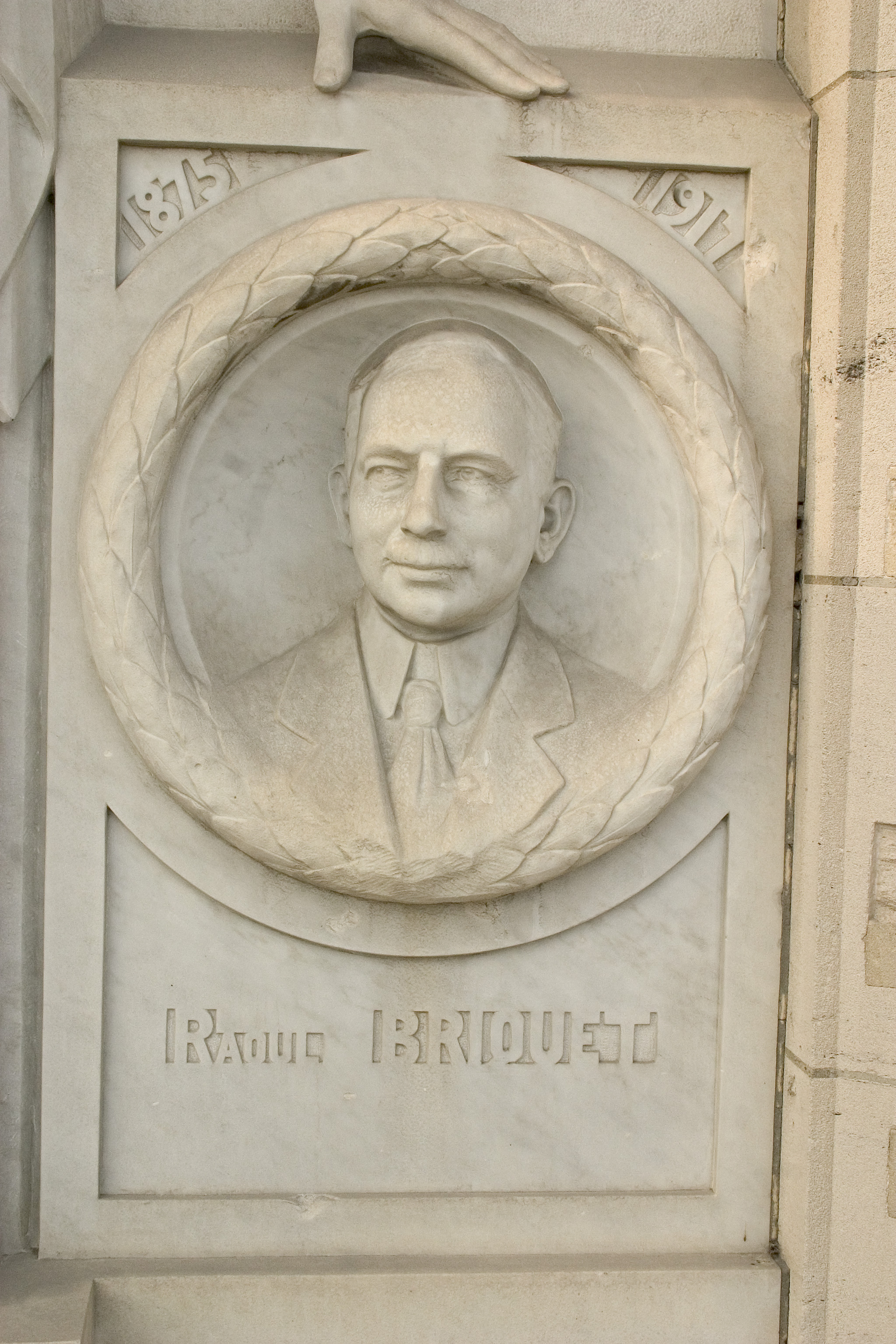
Raoult Briquet

### Igreja de São Nicolau

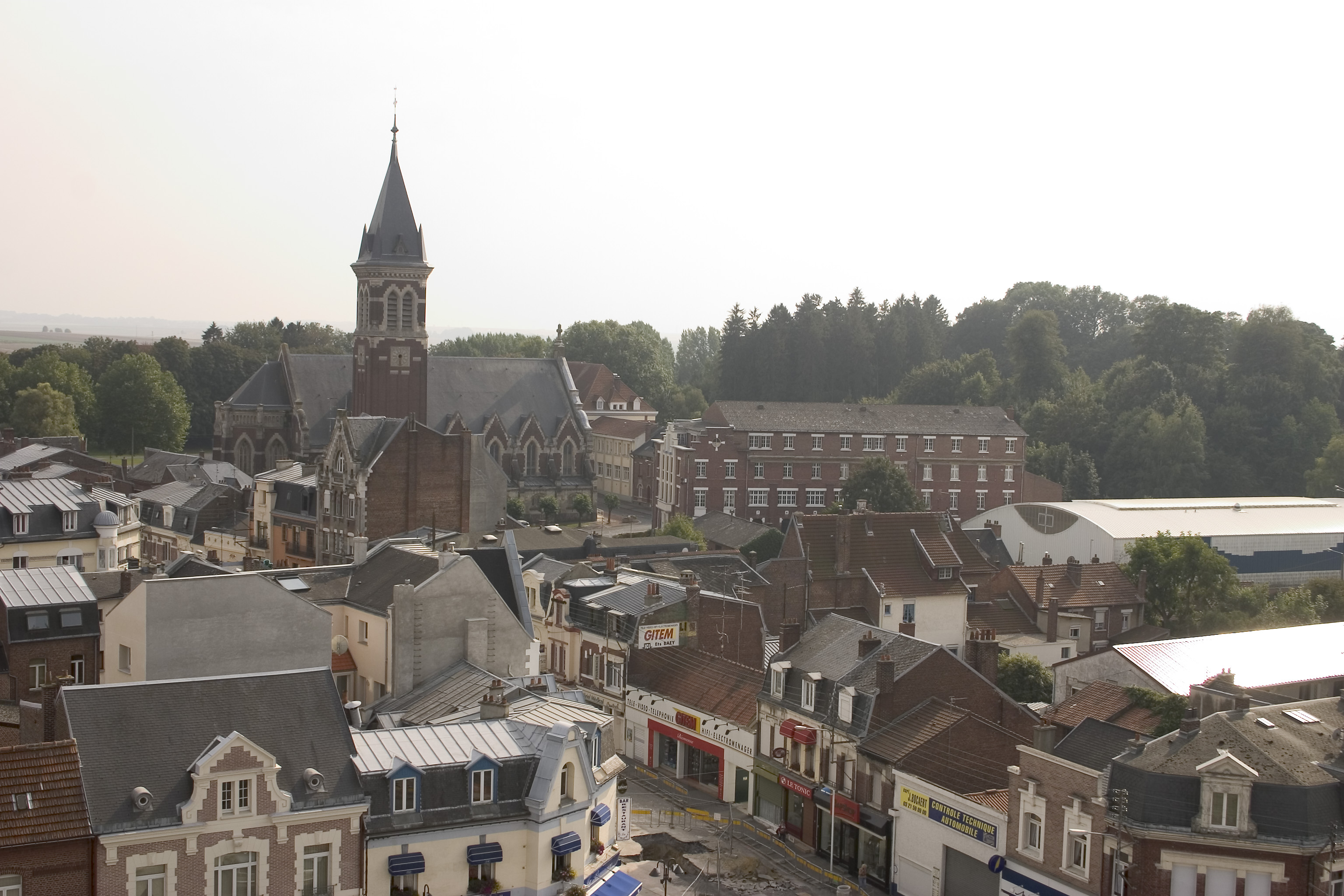
A igreja vista do alto da torre da prefeitura.

A origem da igreja de São Nicolau remonta à origem da cidade. A igreja original foi construída quando a cidade ganhou alguma importância no ano de 1085, até ser destruída no final do século XIV. A nova construção data de cerca de 1600. Destruída durante a Primeira Guerra Mundial, foi reconstruída sobre as mesmas bases. A construção da atual igreja foi iniciada em 1924. O projeto foi concluído no final do verão de 1929. Ela mantém até hoje, na capela que leva seu nome, o único monumento que resistiu a toda destruição, uma estátua de Nossa Senhora da Misericórdia, datada do século XV, objeto de veneração na região.

### Memorial de guerra

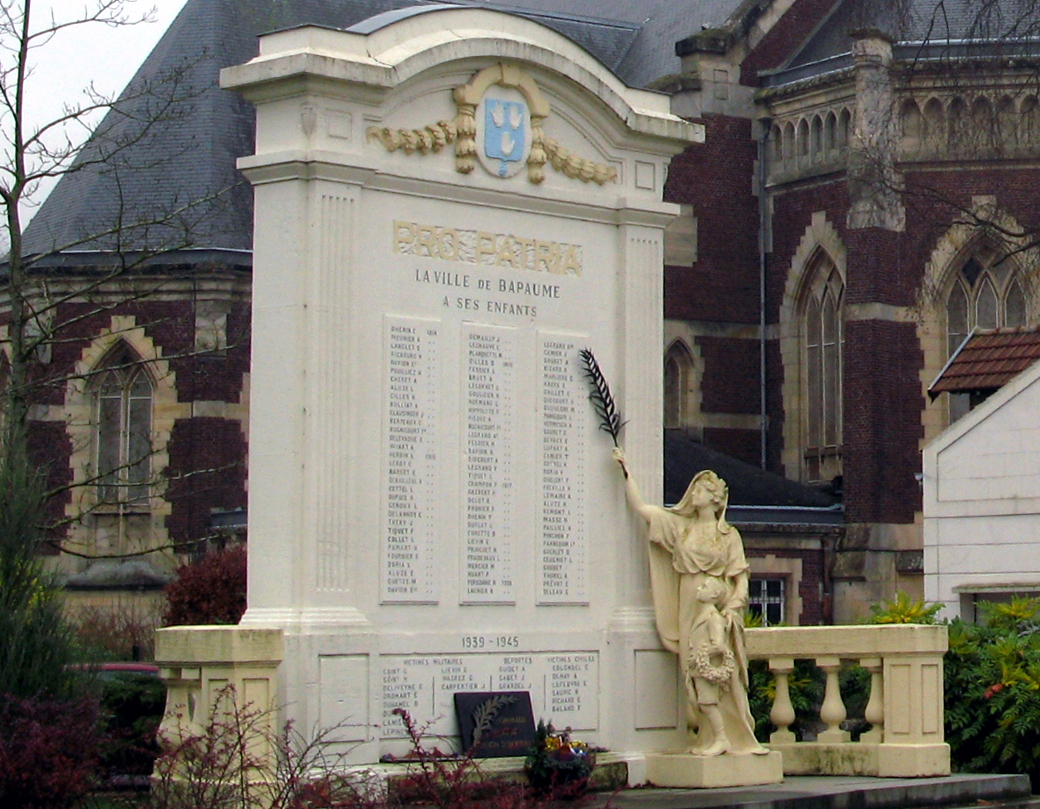
A viúva e o órfão do monumento aos mortos.

O edifício é constituído por um muro de pedra, encimado por um frontão decorado com o emblema da cidade, e ladeado de ambos os lados por uma balaustrada. Sob o frontão e acima da lista de nomes dos soldados mortos em 1914-1918 dividida em três colunas, as palavras "Pro Patria", e logo abaixo, "Da cidade de Bapaume para seus filhos". Mais abaixo, na parte lateral, está uma mulher e uma criança, simbolizando claramente as viúvas e os órfãos.
A mulher, com os cabelos parcialmente cobertos por um véu que cai para trás, até a metade da altura das pernas, levanta o braço direito e aponta um nome com uma palma em sua mão. Como um sinal de proteção, ela apoia a sua mão esquerda no ombro esquerdo da criança de calças curtas, cabeça erguida, com uma boina na mão direita e uma coroa de flores ao redor do antebraço esquerdo.